# Маркос А. Орельяна
Маркос А. Орельяна — юрист-міжнародник, еколог. Спеціальний доповідач ООН з питань токсичних речовин і прав людини.

## Кар'єра
Закінчив Вашингтонський коледж права та Католицький єпископальний університет Чилі.
Є професором Юридичного університету Джорджа Вашингтона та Вашингтонського юридичного коледжу.
У 2021 році опублікував доповіді про права людини щодо небезпечних речовин. Він підтримав Ескасуську угоду і відвідав Маврикій, щоб спостерігати за наслідками катастрофи Вакасіо. У 2022 році він бачив розлив нафти в Перу.
2022 року опублікував Директиву щодо сталого використання пестицидів.

## Публікації
- Quality Control of the Right to a Healthy Environment, 2018, Cambridge University Press
- Governance and the Sustainable Development Goals: The Increasing Relevance of Access Rights in Principle 10 of the Rio Declaration, 2016, Review of European Community & International Environmental Law